# Karschia kiritshenkoi
Espèce
Karschia kiritshenkoi est une espèce de solifuges de la famille des Karschiidae.

## Distribution
Cette espèce est endémique d'Iran. Elle se rencontre vers Gorgan.

## Description
Le mâle holotype mesure 17 mm.

## Étymologie
Cette espèce est nommée en l'honneur d'A. N. Kiritshenko.

## Publication originale
- Birula, 1922 : Revisio analytica specierum asiaticarum generis Karschia Walter (Arachnoidea Solifugae). Annuaire du Musée Zoologique de l'Académie Impériale des Sciences de St.-Pétersbourg (Petrograd), vol. 23, p. 197-201 (texte intégral).